# Paul Ngozi
Paul Dobson Nyirongo, dit Paul Ngozi, né le 10 janvier 1949 à Lusaka et mort en 1989 dans la même ville, est un musicien zambien qui a joué un rôle important dans la musique zambienne (en) des années 1970 et 1980.

## Biographie
Paul Dobson Nyirongo naît le 10 janvier 1949 à Lusaka en Rhodésie du Nord. Il commence à jouer de la guitare dans son adolescence. Il travaille comme technicien dans un garage automobile avant d'être licencié.
Il commence sa carrière musicale en créant le groupe The Scorpions in Livingstone avec Christopher Tembo et Thomas Mwale. En 1975, il part pendant un an au Kenya remplacer le guitariste Rikki Ililonga dans le groupe Musi-O-Tunya. L'année suivante, de retour en Zambie, il crée le groupe Ngozi Family (à l'origine nommé The Three Years Before). Il y joue de la guitare solo, aux côtés de ses amis Tommy Mwale (basse) et Chrissy Zebby Tembo (batterie), ainsi que Peter Bwalya à la guitare rythmique.
Rapidement, Ngozi Family devient groupe de rock zambien de premier plan. C'est l'un des premiers groupes à avoir vu sa musique qualifiée de Zamrock,,, et parfois de proto-punk. Leur premier album Day of Judgement en 1976 est un succès Suivent les albums in the Ghetto et Viva Ngozi. Les chansons du groupe évoquent à la fois la religion, des thématiques socio-économiques comme les enfants des rues ou les violences conjugales, ou des sujets géopolitiques tels que le conflit au Zimbabwe contre Ian Smith, la Guerre du Bush de Rhodésie du Sud. Certains morceaux reprennent également des airs traditionnels. Leur son est basé sur des guitares saturées avec de la fuzz jouant des riffs répétitifs.
Paul Ngozi s'est gagné une réputation de commentateur social  grâce à ses compositions et ses paroles percutantes racontant la vie de la société zambienne de son époque. Il était également connu pour son jeu de scène spectaculaire, allant jusqu'à jouer de la guitare avec les dents, inspiré de Jimi Hendrix. Il est l'un des rares représentants du Zamrock à avoir conservé une certaine popularité pendant les années 1980, alors que le Zamrock a quasiment disparu.
Paul Dobson Nyirongo a remporté de nombreux prix et a représenté la musique zambienne en Europe et aux États-Unis, et a également effectué une tournée controversée en Afrique du Sud au plus fort de l'ère de l'apartheid.
A sa mort en 1989, il laisse une veuve et trois enfants.

## Discographie

### Albums studio
- Day Of Judgment (1976)
- Viva Ngozi (1976)
- 45,000 Volts (1977)
- 99% Confusion (1977)
- Bad Character (1977)
- Heavy = Metal (1977)
- In The Ghetto (1977)
- Lightning And Thunder (1977)
- Happy Trip (1978)
- Heavy Connection (1978)
- The Best of Paul Ngozi (1979)
- Size 9 (1981)
- Thokozile (1983)

## Dans la culture
La chanson Hold On de l'album 45 000 Volts clôt le cinquième épisode de la première saison de la série Poker Face, diffusée en 2023. 